# Omnicanal
Omnicanal es un neologismo que describe una estrategia empresarial. Según Frost & Sullivan, omnicanal se define como "experiencias de cliente de alta calidad, fluidas, sin esfuerzo, que ocurren dentro y entre los canales de contacto".

## Historia
"Omnis" en latín significa "todos/todos" y aquí sugiere la integración de todos los canales físicos (fuera de línea) y digitales (en línea) para ofrecer una experiencia de cliente unificada.
El esfuerzo por unificar canales tiene una larga historia en todos los sectores del mercado. Sin embargo, esfuerzos como la publicación de una sola fuente y el diseño web responsivo generalmente se centraban en eficiencias internas, coherencia de formato y de duplicación simple en todos los canales. A medida que proliferaba el número de canales, aumentaba la posibilidad de una experiencia inconexa al cambiar o trabajar con varios canales. Se utilizan canales como dispositivos móviles, web móvil, aplicaciones móviles, ayuda contextual, realidad aumentada, realidad virtual y chatbots, además de los canales tradicionales de interacción física y humana. Esto crea una matriz compleja de posibles formas en que un individuo puede involucrarse con una organización y sus ofertas o completar una tarea.
El comercio minorista, hasta principios de la década de 1990, era una tienda física o ventas por catálogo donde se realizaba un pedido por correo o por teléfono. La venta por correo se remonta a cuando el empresario británico Pryce Pryce-Jones creó el primer pedido por correo moderno en 1861, vendiendo franela galesa. Las ventas por catálogo de una variedad de productos generales comenzaron a fines del siglo XIX, cuando Sears & Roebuck publicó su primer catálogo en 1896. A principios del siglo XX, LL Bean inició su negocio de catálogos en Estados Unidos.
AOL, CompuServe y Prodigy experimentaron con la venta a través de sus propios servicios en línea a principios de los años 1990. Estas empresas iniciaron la expansión del canal de ventas, mientras que los comerciantes generales habían evolucionado hacia los grandes almacenes y los pedidos electrónicos de las grandes tiendas . En agosto de 1994, NetMarket procesó la primera venta por Internet en la que la tarjeta de crédito estaba cifrada. Poco después se fundó Amazon.com y se estableció el canal de ventas de comercio electrónico . El comercio móvil llegó en 1997 y el comercio minorista multicanal realmente despegó.[cita requerida]
Los orígenes de Omnichannel se remontan al uso que hizo Best Buy de centrarse en el cliente para competir con el departamento de electrónica de Walmart en 2003. La empresa creó un enfoque que se centraba en el cliente, tanto en la tienda como en línea, y al mismo tiempo brindaba soporte posventa. La omnicanalidad se acuñó como una forma de "comercio ensamblado" y se extendió a las industrias de servicios financieros y de atención médica.

### Finanzas
La banca omnicanal se desarrolló en respuesta a la popularidad de las transacciones bancarias digitales a través de cajeros automáticos, la web y aplicaciones móviles. Las partes más populares de la banca omnicanal incluyen la integración de canales con "tasa de caída cero", la individualización de canales para los clientes y la comercialización de otras opciones de canales. Los bancos reciben investigaciones en profundidad sobre los clientes para establecer relaciones y aumentar la rentabilidad.

### Gobierno
En 2009, la plataforma omnicanal comenzó a utilizarse en los gobiernos a través de la interacción en Twitter . Los gobiernos están desarrollando interfaces web y móviles para mejorar y personalizar la experiencia de los ciudadanos. La estrategia digital del gobierno de Estados Unidos incluye información y plataformas compartidas centradas en el cliente que brindan seguridad y privacidad. La omnicanalidad se utiliza para comunicarse con los ciudadanos a través de la plataforma de su elección según su conveniencia y utilizar la retroalimentación para analizar la experiencia del ciudadano para brindar un mejor servicio.

### Cuidado de la salud
Debido a la fragmentación entre proveedores de salud, hospitales, compañías farmacéuticas y pacientes, la omnicanalidad se está desarrollando para mejorar la experiencia del cliente en la industria de la salud. La atención médica omnicanal se enfoca en integrar datos, tecnología, contenido y comunicación, mientras coordina los resultados de los pacientes a través de canales digitales. En septiembre de 2015, el Centro Médico de la Universidad de Pittsburgh recibió la atención de los medios por su tecnología de servicio al cliente, que se integró en 2009. El Plan de Salud de UPMC utiliza un sistema omnicanal para mejorar la participación del cliente y la resolución de contactos.

### Minorista
Las estrategias minoristas omnicanal son una expansión de lo que anteriormente se conocía como venta minorista multicanal. El surgimiento de las tecnologías digitales, las redes sociales y los dispositivos móviles ha provocado cambios significativos en el entorno minorista y ha brindado oportunidades para que los minoristas rediseñen sus estrategias de marketing y productos. Uno de los desafíos que enfrentan los minoristas como resultado del aumento de canales es brindar una experiencia personalizada a los clientes. Dicho de otra manera, en el comercio minorista el marketing omnicanal ha llegado a entenderse como "hiperpersonalización". Otro desafío es rastrear el comportamiento de los usuarios tanto en línea como en las tiendas físicas, una opción que está disponible mediante el uso de plataformas de inteligencia artificial . En el comercio minorista omnicanal, un backend principal maneja todos los datos de los clientes, ya sea en la Web, en el móvil o en una tienda física.
Los clientes suelen estar buscando información en la tienda física y al mismo tiempo obtienen información adicional desde sus dispositivos móviles sobre ofertas y posiblemente mejores precios. Omnicanal permite a las organizaciones asignar disponibilidad y visibilidad del inventario entre ubicaciones frente a cada canal que tiene unidades específicas. Una serie de funciones, como tablas de tallas, una política de devolución sencilla y entrega en el mismo día, han impulsado el comercio electrónico y promovido las compras omnicanal.
Un minorista omnicanal tiene métodos tradicionales de publicidad masiva integrados con canales interactivos emergentes. Los sitios web, las ofertas por correo electrónico, los mensajes de redes sociales y las tiendas físicas muestran los mismos mensajes, ofertas y productos. El concepto omnicanal no sólo amplía la gama de canales, sino que también incorpora las necesidades, comunicaciones e interacciones entre clientes, marcas y minoristas.

### Centros de contacto
La omnicanalidad ha superado a la multicanalidad concretamente en el contact center. Se ha alentado a las empresas que mantienen centros de contacto a agregar un número cada vez mayor de canales a través de los cuales los clientes pueden interactuar con la empresa, incluidos correo electrónico, chat, SMS y redes sociales. Los centros de contacto omnicanal ofrecen a los clientes la misma experiencia en todos los canales, al tiempo que brindan a los agentes de servicio al cliente una interfaz más simple y un conjunto de datos más completo.

### panorama
Aunque se dice que la omnicanalidad está dictada por sistemas y procesos, es el cliente quien dicta cómo se produce una transacción. Los sistemas y procesos facilitan el recorrido del cliente para realizar transacciones y ser atendido. La omnicanalidad avanza hacia una mayor personalización basada en análisis para hacer que la experiencia del cliente sea más fluida. Según un informe del MIT, la omnicanalidad "es la fuerza central que da forma al futuro del comercio electrónico y de las tiendas físicas por igual".

## vs. multicanal

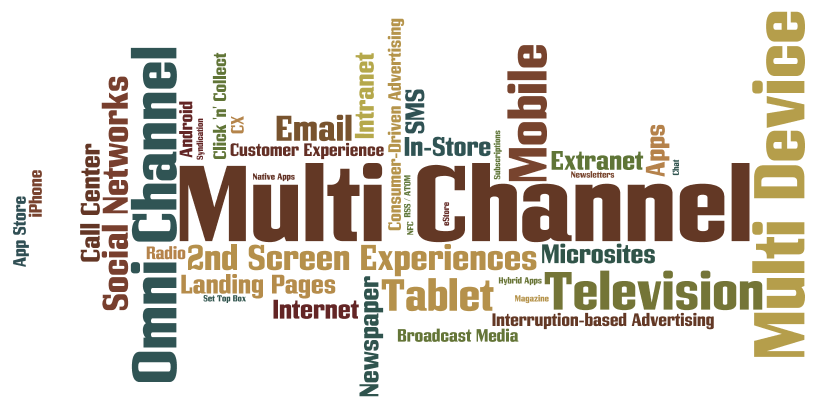
Marketing omnicanal versus multicanal

La principal diferencia entre omnicanal y multicanal es el nivel de integración. El multicanal generalmente se identifica como una forma no integrada de acercarse a los clientes y las existencias de inventario, mientras que el omnicanal requiere una integración de inventario coherente y absoluta. Cada vez más organizaciones se han dado cuenta de las oportunidades y ventajas de integrar múltiples canales adoptando un enfoque omnicanal. Los límites entre canales tienden a desaparecer en un entorno omnicanal, brindando al cliente una experiencia de marca consistente.

## vs. omnidigital
La principal diferencia entre omnicanal y omnidigital es el enfoque que se le da a la estrategia. Con la omnicanalidad, la empresa se centra en ofrecer el contenido adecuado, en el conjunto de canales adecuado y en el momento adecuado, para ofrecer el máximo valor al usuario. Con omnidigital, la empresa se centra en brindar una experiencia de cliente consistente en todo lo digital, independientemente del canal utilizado. El canal pasa a ser secundario y la experiencia del cliente es el foco principal. Por ejemplo: si un miembro creó su membresía en una tienda física, puede disfrutar de los mismos beneficios de miembro en la tienda en línea de la empresa sin límites.

## Soluciones clave
En el mundo omnicanal, la publicidad gráfica, los motores de búsqueda, las redes sociales, los sitios web de referencia, el correo electrónico y el marketing móvil pueden considerarse canales independientes, ya que cada uno puede promover la comunicación unidireccional o bidireccional. Los minoristas deben encontrar formas de integrar sus canales online y offline para evitar campañas segregadas. Proceda con la expectativa de que los compradores intercambien canales y dispositivos, y mantenga las promociones, los mensajes y el idioma consistentes en todos los canales y puntos de contacto con el cliente.
Para adaptarse al concepto omnicanal, los minoristas deben comprender el comportamiento de los clientes . En concreto, elementos que puedan impulsar al cliente a tomar decisiones de compra; y los caminos del cliente para comprar, que se relacionan con su estilo de vida, el tiempo dedicado a la compra y la distancia hasta la tienda minorista. Utilizando un enfoque de marketing omnicanal, los minoristas pueden ofrecer incentivos dirigidos con precisión a través de promociones digitales y móviles.
Las soluciones omnicanal también permiten a las marcas y empresas reforzar los controles de proveedores y optimizar su inventario de productos en numerosos canales de ventas, asegurando que se ubiquen los niveles óptimos de stock en cada ubicación y que los canales se mantengan actualizados con información de stock.

## Prácticas minoristas
Omnicanal significa tener una experiencia de cliente uniforme. Un ejemplo sencillo es que el diseño del sitio web debe ser coherente con la aplicación móvil y también debe coincidir con los entornos físicos de la marca. Los consumidores pueden comprar de la misma manera a través de la tienda, el sitio web y el dispositivo móvil. Independientemente de la ubicación y la hora de los clientes, el pedido puede entregarse directamente en la dirección, recogerse en la tienda o recogerse en un socio minorista. En los Estados Unidos, los minoristas y las marcas suelen vender en línea y fuera de línea. Los canales en línea incluyen tiendas web de marca, mercados como: Amazon, eBay, Jet.com, Walmart.com y canales sociales como: Facebook, Google Shopping y Google Express. Para garantizar que las estrategias minoristas omnicanal y multicanal se controlen e implementen de manera eficiente, las marcas y los minoristas utilizan software para administrar de forma centralizada la información de productos, listados, inventario y pedidos de los proveedores.